# Гранулят

Гранули

Зовнішній вигляд вуглемазутних гранул-агломератів. Середня крупність гранул — 3-5 мм.

Вугільно-масляні конгломерати. Шкала 0,5 см

Гранулят, Ґранулят (рос. гранулят, англ. granulat, нім. Granulat n) — продукт грануляції, наприклад, вуглемасляний гранулят — концентрат, який одержують при збагаченні і зневодненні тонкодисперсного вугілля методом масляної грануляції — це моно- або полідисперсний продукт крупністю від 0,5-0,7 до 7-10 мм.